# Christine Day
Christine Day (Jamaica, 23 de agosto de 1986) es una atleta jamaicana, especialista en la prueba de 4 × 400 m, con la que ha logrado ser campeona mundial en 2015.

## Carrera deportiva
En el Mundial de Pekín 2015 gana la medalla de oro en los relevos 4 × 400 m, por delante de las estadounidenses y británicas. Además consiguió una medalla de plata y otra de bronce en la misma prueba, en las Olimpiadas de Río 2016 y Londres 2012, respectivamente.